# 2000 у музиці
Ця стаття присвячена музичним подіям 2000 року.

## Події
- 13 травня 2000 — 45-й пісенний конкурс Євробачення, який проходив у Стокгольмі в Швеції. Гран-Прі був присуджений Данії з піснею «Fly on the wings of love», виконаною гуртом «Olsen brothers».
- Українським радіо заснований міжнародний телерадіофестиваль «Прем'єра пісні».

## Музичні альбоми
| Дата | Виконавець | Назва альбому |
| ---- | ---------- | ------------- |
|      |            |               |

## Засновані колективи
- 100 Demons
- 12 Stones
- 5'nizza
- Above & Beyond
- Adagio (гурт)
- As I Lay Dying
- Autolux
- BarlowGirl
- Between the Buried and Me
- Blood Stain Child
- Capture
- Chaser (гурт)
- Cyne
- Deathstars
- Fleshgore
- Flëur
- Flunk
- Forever Slave
- Fujifabric
- G-Unit
- Hatesphere
- I Killed the Prom Queen
- Ken Zazpi
- Machinae Supremacy
- Mad at Gravity
- Mar de Grises
- Mgła
- NiagAra
- Nightmare
- Nika Kocharov & Young Georgian Lolitaz
- No Angels
- OceanLab
- Otep
- Peste Noire
- Poisonblack
- Seabear
- Shaka Ponk
- Silverstein
- Sirius Isness
- Soulsavers
- Swallow the Sun
- The Kills
- The Ocean
- Trivium
- Unshine
- Visions of Atlantis
- Yeah Yeah Yeahs
- Zet
- Академічний хор Ніжинського училища культури і мистецтв ім. М. Заньковецької
- Барви (ансамбль бандуристів)
- ВІА Гра
- ГРОТ
- Ґолем (гурт)
- Ірій (гурт)
- Оратанія (гурт)
- Оріана (гурт)
- Реанимация
- СКАЙ
- Те (гурт)
- Тіні забутих предків (гурт)
- ФлайzZzа
- Церковь сила веры

## Колективи, які поновились
- Cranes
- Diamond Head
- Electric Light Orchestra
- House of Lords
- The Byrds
- The Chameleons
- The Rembrandts

## Колективи, які розпалися
- Сектор Газа
- Dune
- Mr. Bungle
- Screaming Trees
- Sweet 75

## Концерти в Україні
Зарубіжні виконавці

## Нагороди
Премія «Греммі»
42-га церемонія «Греммі» відбулася 23 лютого 2000 у комплексі Стейплс-центр у Лос-Анджелесі.
Премія «MTV Video Music Awards»
Премія «MTV Europe Music Awards»
Премія «Billboard Music Awards»

## Народились
- Big Baby Tape (справжнє ім'я — Єгор Олегович Ракітін) — російський треп-виконавець і автор пісень.
- Lil Pump — американський репер і продюсер
- Віллоу Сміт — американська співачка, авторка пісень, продюсерка звукозапису та акторка.
- Джекі Іванко — американська співачка і кіноакторка українського походження.
- Еліот Вассаміллет — бельгійський співак, який представляв Бельгію на конкурсі Євробачення 2019 року в Тель-Авіві, Ізраїль.
- Жасмін Томпсон — британська співачка і автореп пісень англо-китайського походження.
- Кочегарова Христина Юріївна — українська співачка й телеведуча.
- Крістіан Костов — російський і болгарський співак, фіналіст 1-го сезону російського проекту «Голос. Діти», представник Болгарії, що здобув друге місце на конкурсі «Євробачення» 2017 року в Києві.
- Немо Шифман — французький співак та кіноактор.
- Роко Блажевич — хорватський співак, представник Хорватії на пісенному конкурсі «Євробачення-2019».

## Померли
- Яровинський Борис Львович — український композитор і диригент.
- Гончаренко Петро Федорович — бандурист, композитор, конструктор та майстер бандур.
- Кухта Віктор Іванович — український бандурист-віртуоз, композитор.
- Білозір Ігор Йосипович — український композитор, виконавець, народний артист України.
- Іконник Віктор Михайлович — хоровий диригент, педагог.
- Червов Вадим Сергійович — український віолончеліст.
- Перепелюк Володимир Максимович — сценічний кобзар, бандурист.
- Огренич Микола Леонідович — український оперний співак.
- Губаренко Віталій Сергійович — український композитор.
- Вайсфельд Олександр Якович — український скрипаль, музичний педагог.
- Семюел Екпе Акпабот — нігерійський композитор, диригент та музикознавець.
- Павлюченко Сергій Олексійович — український музикознавець, композитор, педагог.
- Офра Хаза — ізраїльська естрадна співачка, авторка пісень та акторка.
- Цвєтков Ігор Аркадійович — радянський, російський композитор.
- Мясков Костянтин Олександрович — український композитор, баяніст.
- Джулі Лондон — американська джазова співачка, акторка.
- Рамішвілі Ніна Шалвівна — радянська і грузинська артистка балету, хореографка, народна артистка СРСР.
- Дулова Віра Георгіївна — радянська арфістка, народна артистка СРСР.
- Ільяс Бахшиш — кримськотатарський композитор, музикант.
- Яшкевич Іван Адамович — радянський композитор, баяніст, педагог.
- Есамбаєв Махмуд Алісултанович — радянський артист балету, естрадний танцівник, актор.
- Грицюк Григорій Владиленович — український співак (баритон), народний артист УРСР.
- Китастий Віктор Григорович — американський професор, вчений, дипломат, музикант, культуролог, громадсько-культурний діяч українського походження.
- Горюшко Георгій Георгійович — український актор оперети (баритон), народний артист УРСР.
- Лі Хуаньчжі — китайський композитор, диригент.
- Мазель Лев Абрамович — радянський музикознавець, педагог.
- Юрій Хой — радянський і російський музикант, автор, композитор, засновник і незмінний лідер рок-гурту «Сектор Газа».
- Цюцюра-Мандзевата Надія Григорівна — українська хормейстерка, педагогиня, диригентка Сибірської капели бандуристів репресованих, Заслужена працівниця освіти України.
- Адольф Скулте — латиський композитор і педагог, народний артист УРСР.
- Джиммі Девіс — американський кантрі-співак та політик-демократ.
- Едіт Пітерс — американська акторка і джазова співачка, учасниця ансамблю «Peters Sisters».
- Віктор Борге — данський піаніст, диригент та комік.
- Владислав Шпільман — польський піаніст і композитор.
- Рябікін Борис Олександрович — радянський режисер музичних театрів, працював головним режисером Київського театру оперети та Одеського оперного театру.
- Гас Джонсон — американський джазовий ударник.
- Тадеуш Вронський — польський скрипаль, музикознавець і музичний педагог.
- Ференц Фаркаш — угорський композитор і педагог.
- Баден Павелл — один із найвідоміших і знаменитих бразильських гітаристів і гітарних композиторів свого часу.
- Big Pun — репер пуерториканського походження.
- Чакмішян Іван Григорович — радянський і російський диригент польського походження.
- Нет Еддерлі — американський джазовий корнетист і композитор.
- Волтер Бентон — американський джазовий саксофоніст (тенор).
- Раймондас Катілюс — литовський скрипаль і педагог.
- Брітт Вудмен — американський джазовий тромбоніст.
- Хруставка Дмитро Семенович — український хоровий диригент, фольклорист.
- Ел Грей — американський джазовий тромбоніст.
- Грета Гюнт — британська акторка, танцюристка та співачка норвезького походження.
- Скрімін Джей Хокінс — афроамериканський музикант рок-н-ролу і ритм-енд-блюзу, співак, автор пісень.
- Лібертад Ламарке — аргентинська акторка і співачка.
- Вернел Фурньє — американський джазовий ударник
- Стенлі Террентайн — американський джазовий тенор-саксофоніст.
- Тері Торнтон — американська джазова піаністка, співачка і авторка пісень.
- Тіто Пуенте — американський джазовий музикант, автор пісень та музичний продюсер.
- Франко Донатоні — італійський композитор.
- Глазирін Анатолій Олексійович — український співак (бас), народний артист України.
- Зайцев Борис Петрович (співак) — радянський оперний співак (баритон).
- Іво Робич — хорватський композитор, співак і поет.
- Габунія Нодар Калістратович — радянський і грузинський композитор і піаніст, народний артист Грузинської РСР.